# بيدرو مارتينث مونتابيث
بيدرو مارتينث مونتابيث (بالإسبانية: Pedro Martínez Montávez)‏ مستعرب إسباني مهتم باللغة العربية وثقافتها.  ترأس جمعية الصداقة الإسبانية العربية والجمعية الإسبانية للدراسات العربية. حاز درجة الدكتوراه بالفلسفة والأدب اللغات السامية من جامعة كومبلوتنسي بمدريد عام 1963. نال العديد من الجوائز مثل جائزة التضامن مع العالم العربي من جمعية الصحفيين العرب في إسبانيا،  فضلًا عن ثلاث درجات دكتوراه فخرية من جامعات مختلفة وهي خاين وغرناطة وأليكانتي. حاز لقب شخصية العام الثقافية لعام 2008 من جائزة الشيخ زايد للكتاب، تكريمًأ لدوره الرائد في بناء جسور التواصل بين الثقافتين العربية والإسبانية، وجمع المستعربين الأسبان والمستعربين في أمريكا اللاتينية بالمتخصصين العرب باللغة وبالثقافة الإسبانية.

## سيرته الذاتية
وُلد بيدرو مارتينث مونتابيث في شوذر في 30 يونيو عام 1933. تخرج في كلية التاريخ وفقه اللغة من جامعة كومبلوتنسي. عمل أستاذًا في جامعه غرناطة وجامعة أليكانتي وجامعة عين شمس وشغل العديد من المناصب الأكاديمية.  وكان عميدًا لكلية الفلسفة والآداب بالجامعة المستقلة في مدريد، ورئيسًا للجامعة ذاتها، وأول رئيس يتم انتخابه بشكل ديمقراطي في الفترة من 1978 حتى 1982 عقب دكتاتورية فرانكو.

## مسيرته الأدبية
ألف الكثير من الكتب عن العالم العربي والتاريخ الأندلسي وترجم إلى اللغة الإسبانية أعمالًا لأبرز الشعراء العرب مثل محمود درويش ونزار قباني وجبران خليل جبران بداية من عام 1965. كما ترجم نماذج من الشعر الفلسطيني 1974، إضافة إلى كتابه المؤلف والذي يحمل عنوان قصيدة فلسطين عام 1980، وصدر باللغتين العربية والإسبانية، واشتمل على قصائد لشعراء من العراق هم عبد الوهاب البياتي والحيدري وفوزي كريم وخالد الشواف ومحمد مهدي الجواهري.

### رؤيته للثقافة واللغة العربية
عقب تجربة خاضها خلال خمسين عامًا مع اللغة والثقافة العربيتين عبر ترجمته أهم الشعراء المعاصرين وقراءته الأدب العربي الحديث، أكد مارتينث مونتابيث ووقوفه الحقيقي مع القضية الفلسطينية ومع كل شعب يقتله العنف، وأضاف أن اللغة العربية والثقافة العربية بكل ما تحملانه هما حقيقة يُمثلان الحصن الوحيد المتبقي للعرب، وعليهم أن يحافظوا بجدية ووعي وتحد على هذا الحصن وأن يحموه من الذوبان والانهيار، لأنه يعني وقتئذ انهيارهم.

## أعماله  البحثية
- العرب والبحر الأبيض المتوسط 1999.
- الأدب العربي اليوم 1987.
- ولماذا العراق؟ 2003.
- مأساة العرب الكبرى 2003
- العالم العربي وتغيرات القرن 2004.
- تطلعات الغرب والحرمان العربي 2008.